# Gonzalo Damian Marronkle
Gonzalo Damian Marronkle (sinh ngày 14 tháng 11 năm 1984 tại Córdoba, Argentina) là cựu cầu thủ bóng đá người Argentina. Anh bắt đầu sự nghiệp với Lanús trước khi chuyển sang các câu lạc bộ khác như Los Andes và Defensa. Năm 2004, anh chuyển đến Bồ Đào Nha tới FC Porto nhưng không tạo được ảnh hưởng và chơi cho các câu lạc bộ thấp hơn của Bồ Đào Nha như Marco và Chaves trước khi chuyển đến Portimonense, nơi anh là tiền đạo và mối đe dọa bàn thắng.

## Thành tích
V-League:
- Vô địch(3): 2010, 2013, 2016
- Á quân(4): 2011, 2012, 2014, 2015